# 흰포크여우원숭이
흰포크여우원숭이(Phaner pallescens)는 난쟁이여우원숭이과에 속하는 영장류의 일종이다. 서부 마다가스카르의 피헤렌나나 강 남쪽에서부터 소아랄라까지에서 발견된다.